# トモシアホールディングス
トモシアホールディングス株式会社（英：TOMOSHIA HOLDINGS CO.,LTD.）は、東京都港区に本社を置く持株会社。旭食品、カナカン、丸大堀内の3持株会社が経営統合し、2013年1月26日に発足した。統合後の3社合計の売上高は6,000億円を超える規模となる。食品卸では三菱食品など商社系に次ぎ、5位グループにつける。

## 沿革
- 1956年（昭和31年）4月1日 - 高知市浦戸町123番地に（旧）旭食品株式会社設立。
- 1961年（昭和36年）5月16日 - 本店を高知市桟橋通一丁目62番地に移転。
- 1973年（昭和48年）4月 - 旭食品須崎販売株式会社を合併。
- 1997年（平成9年）7月 - 旭家庭用品販売株式会社・旭食品高知西販売株式会社・旭食品高知東販売株式会社を合併。
- 1998年（平成10年）4月 - 旭食品宿毛販売株式会社・旭食品高知菓子販売株式会社・旭不動産株式会社・有限会社旭興産を合併。
- 1999年（平成11年）10月 - 株式会社竹内商事を合併。
- 2000年（平成12年）4月 - 旭食品福山酒類販売株式会社・鹿島株式会社・広島酒販株式会社・旭内田酒販株式会社を合併。
- 2001年（平成13年）
  - 4月 - コーベコニシ株式会社を合併。
  - 8月 - 旭食品酒類販売株式会社を合併。
- 2003年（平成15年）4月 - 旭観光株式会社を合併。
- 2005年（平成17年）5月 - 有限会社旭酒販を合併。
- 2011年（平成23年）12月1日 - 将来起こるとされる南海トラフ地震に備え、本店を高知市南はりまや町二丁目15番5号から同市九反田9番15号に、本社機能を高知県南国市領石246番地に移転。
- 2012年（平成24年）12月3日 - 持株会社に移行のため旭食品ホールディングス株式会社に商号変更し、分割により新事業会社（新）旭食品株式会社設立。
- 2013年（平成25年）1月26日 - 旭食品ホールディングスがカナカンホールディングス株式会社、丸大堀内ホールディングス株式会社を合併し、トモシアホールディングス株式会社に商号変更。本店を現在地に移転。
- 2017年（平成29年）4月1日 - アライアンス・ネットワーク株式会社を合併。

## グループ会社

### 旭食品グループ
- 旭食品株式会社
- 旭フレッシュ株式会社
- 酔鯨酒造株式会社
- デリカサラダボーイ株式会社
- 株式会社パルネットコーポレーション
- 株式会社フーデム
- 株式会社旭フードサービス関東
- 株式会社大倉
- 旭フードサービス株式会社
- Green Earth Power Japan株式会社
- 株式会社Nextructure
- 株式会社マスダ

### カナカングループ
- カナカン株式会社
- 株式会社金沢倉庫
- 石川アサヒ運送株式会社
- 丸福酒鑵株式会社
- 株式会社リカーショップ沖
- 有限会社マルホ商事
- マルマンフジヤ酒販株式会社

### 丸大堀内グループ
- 丸大堀内株式会社
- 株式会社丸大冷蔵
- 丸大資材株式会社
- 株式会社小田川
- 山形ソルト商事株式会社
- 久保田丸大株式会社
- 福島冷販センター株式会社